# Euphrosine mastersi
Euphrosine mastersi är en ringmaskart som beskrevs av William Aitcheson Haswell 1878. Euphrosine mastersi ingår i släktet Euphrosine och familjen Euphrosinidae. Inga underarter finns listade i Catalogue of Life.